# Fatherland (Bax)
Fatherland is een compositie van Arnold Bax.
Het is een toonzetting van de naar het Engels vertaalde tekst van Vaart Land van Johan Ludvig Runeberg. De tekst dient heden ten dage als tekst van het volkslied van Finland. Arnold zou samen met zijn broer Clifford Bax voor de vertaling hebben gezorgd. Beide broers waren als teenagers na een bezoek aan Scandinavië geïnteresseerd geraakt in de literatuur van aldaar. De eerste uitvoering vond plaats in de Philharmonic Hall te Liverpool (Music League Festival) op 25 september 1909 en werd vervolgens tijdens de Eerste Wereldoorlog een paar keer uitgevoerd (patriottistische tekst), maar verdween daarna in de archieven. Bax had er in 1934 nog wel aangesleuteld, maar dat bracht de hoeveelheid uitvoeringen niet in een stroomversnelling. 
De datering van het werk leverde problemen op; eerst ingeschat als zijnde uit 1909, werd dat bij een algehele inventarisatie later bijgesteld tot 1907. Het werk is opgedragen aan Arne von Erpecum, vriend van de familie Bax.